# Русиани
Русиани (груз. რუსიანი) — село в Грузии. Находится в Сагареджойском муниципалитете края Кахетия. Высота над уровнем моря составляет 1150 метров. Население — 61 человек (2014).